# Eledonoprius incoronatus
Eledonoprius incoronatus – wymarły gatunek chrząszcza z rodziny czarnuchowatych i podrodziny Tenebrioninae. Żył w eocenie na terenie Europy.

## Taksonomia
Gatunek ten opisany został po raz pierwszy w 2020 roku przez Witalija Aksiejewa, Andrisa Bukejsa i Elżbietę Sontag na łamach „Zootaxa”. Opisu dokonano na podstawie pojedynczej inkluzji samca w bursztynie bałtyckim odnalezionej w osiedlu Jantarnyj na terenie obwodu królewieckiego i datowanej na barton w eocenie. Epitet gatunkowy oznacza po łacinie pozbawiony korony i nawiązuje do braku kolcowatych guzków (ząbków) na głowie owada.

## Morfologia
Chrząszcz o podługowato-owalnym, przeciętnie z wierzchu sklepionym ciele długości nieco ponad 2,1 mm i szerokości 1,1 mm. Oskórek miał nagi, jednolicie czarny.
Poprzeczna głowa była na przedzie szeroko zaokrąglona i pozbawiona ząbków na brzegach, nadustek miała zaopatrzony w dwa ostre i proste rogi, płaskie czoło zaopatrzone w cztery zaostrzone, rozmieszczone po łuku guzki, ciemię lekko wypukłe, owalne oczy niemal całkiem podzielone występami policzków, a same policzki szersze od oczu i pozbawione ząbków. Spośród jedenastu budujących czułki członów te od szóstego do ósmego były niemal kwadratowe, dziewiąty i dziesiąty poprzeczne, a ostatni owalny i nieznacznie krótszy niż dwa poprzednie mierzone razem.
2,2 razy szersze niż dłuższe, najszersze w tylnej ⅓ przedplecze miało trójkątne i ku przodowi wystające kąty przednie, zaokrąglone, szeroko rozpłaszczone, zaopatrzone w od pięciu do sześciu ostrych, trójkątnych ząbków brzegi boczne, niemal proste kąty tylne, dwufalisty brzeg tylny, parę płytkich, ukośnych wcisków po bokach podstawy oraz gęsto pokrytą okrągłymi punktami i ostrymi ziarenkami powierzchnię. Tak szeroka jak długa tarczka cechowała się zaokrąglonym wierzchołkiem. Pokrywy były dłuższe niż szersze, nieznacznie rozszerzone za środkiem, o dobrze zaznaczonych kątach barkowych, dziewięciu głębokich rzędach i wysklepionych międzyrzędach z tępymi guzkami na dysku i ostrymi guzkami w tyle. Podgięcia pokryw miały szeroki początek i stopniowo zwężały się ku tyłowi. Odnóża były smukłe, o spłaszczonych udach i goleniach, zwieńczone stopami o członie ostatnim dłuższym niż poprzednie razem wzięte.

## Paleoekologia
Przypuszczalnie gatunek ten, podobnie jak współcześni przedstawiciele rodzaju, zasiedlał przegrzybiałe drewno i owocniki hub w próchnowiskach starych drzew.